# Miguel Ángel Sánchez Martínez
Miguel Ángel Sánchez Martínez, més conegut com a Miguel Ángel II (Lebrija, 18 de desembre de 1968) és un exfutbolista andalús, que ocupava la posició de defensa.
Entre altres equips, va militar al Recreativo de Huelva (88/89) i al Reial Betis (89/92). Amb els verd-i-blancs hi debuta a la primera divisió la campanya 90/91, en la qual el defensa hi disputa 12 partits.